# Ravenswood (Victoria)
Pour les articles homonymes, voir Ravenswood.
Ravenswood est une localité de l'état de Victoria en Australie.
Sa population était de 436 habitants en 2016.